# Melophorus mjobergi
Melophorus mjobergi är en myrart som beskrevs av Auguste-Henri Forel 1915. Melophorus mjobergi ingår i släktet Melophorus och familjen myror. Inga underarter finns listade i Catalogue of Life.